# Barisey-la-Côte
Barisey-la-Côte település Franciaországban, Meurthe-et-Moselle megyében. Lakosainak száma 270 fő (2022. január 1.). Barisey-la-Côte Allamps, Bagneux, Barisey-au-Plain és Bulligny községekkel határos.

## Népesség
A település népességének változása:
| Lakosok száma | 118  | 155  | 156  | 181  | 214  | 220  | 226  | 249  | 260  | 270  |
|               | 1968 | 1982 | 1990 | 2006 | 2013 | 2015 | 2017 | 2019 | 2020 | 2022 |